# Festival da Canção 1988
Das 25. Festival da Canção fand am 7. März 1988 in den RTP Studios in Lissabon statt. Der produzierende Sender war Rádio e Televisão de Portugal. Gleichzeitig diente es als portugiesischer Vorentscheid für den Eurovision Song Contest 1988 in Irland. Das Finale fand mit 6 Teilnehmern statt und moderiert wurde der Abend von Ana Paula Reis, Valentina Torres und António Sequeira.
Im Gegensatz zu den Jahren davor entschied sich der produzierende Sender RTP gegen das traditionelle Festival da Canção und stattdessen für eine interne Auswahl des künftigen Beitrages für den Eurovision Song Contest. Dafür beauftragte der Sender fünf renommierte Künstler, einen Song für den Wettbewerb einzureichen, zusätzlich nominiert wurde die Künstlerin Dora, die mit ihrem Song Déjà vu zwei Tage vorher den nationalen Musikpreis gewonnen hatte. Das Finale wurde weder ausgestrahlt, noch wurden die Ergebnisse der internen Abstimmungen veröffentlicht. Lediglich die Teilnehmer und die Startreihenfolge im Finale wurden bekannt gegeben. 
Gewinnerin und damit Vertreterin Portugals beim Eurovision Song Contest in Dublin wurde die Sängerin Dora, die mit ihrem Song Voltarei im Finale den 18. von 21. Plätzen erreichte.

## Teilnehmer
Finale
| Startnr. | Interpret    | Lied                        | Musik und Text                                  |
| -------- | ------------ | --------------------------- | ----------------------------------------------- |
| 1.       | Glória       | Até perder a voz            | T/M: Pedro Osório                               |
| 2.       | Luís Duarte  | Quando a noite se faz certa | T/M: Nuno Nazareth Fernandes                    |
| 3.       | Tó Leal      | Encontro imediato           | T/M: Luís Pedro da Fonseca                      |
| 4.       | Dora         | Déjà vu                     | T/M: Guilherme Inês, Luís Oliveira, Zé da Ponte |
| 5.       | José Gonçalo | Cai neve em Nova Iorque     | T/M: José Cid                                   |
| 6.       | Dora         | Voltarei                    | T/M : José Calvário, José Niza                  |